# Транспортна РНК

Структура транспортної РНК. α — Антикодонова петля, β — акцепторне стебло, що містить три нуклеотиди ЦЦА, до яких приєднується амінокислота, γ — варіабельна петля, δ — D петля, τ — TψC петля, де ψ — псевдоуридин.

Транспортна РНК (тРНК) — маленький ланцюжок РНК (73-93 нуклеотидів), що служить для постачання специфічних амінокислот, необхідних для синтезу нового поліпептидного ланцюжка, до місця трансляції.
Однониткова молекула РНК, що складається з приблизно 70— 90 нуклеотидів, скручена в характеристичну вторинну структуру, яка має специфічні амінокислоти і приводить її в узгодження з відповідними кодонами на мРНК під час синтезу білків.
тРНК вивчає молекуля́рна біоло́гія — галузь науки про біологічні процеси на рівні біополімерів — нуклеїнових кислот і білків та їх надмолекулярних структур.
Фундаментальними завданнями молекулярної біології є встановлення молекулярних механізмів основних біологічних процесів, таких як відтворення та реалізація генетичної інформації, біосинтез білків та інших зумовлених структурно-функціональними властивостями і взаємодією нуклеїнових кислот і білків, а також вивчення регуляторних механізмів даних процесів.

## Структура тРНК
Транспортна РНК має 3 термінальні сайти для прикріплення амінокислоти. Ковалентний зв'язок між амінокислотою та РНК каталізує фермент аміноацил-тРНК-синтетаза. Також тРНК у містить ділянку з трьох нуклеотидних основ, відому як антикодон, що може прикріплятися до трьох комплементарних основ (кодон) у послідовності мРНК. Кожен вид молекули тРНК може прикріплятися тільки до одного виду амінокислоти, але через те, що генетичний код містить кілька кодонів, що кодують ту ж саму амінокислоту, молекули тРНК, що несуть різні антикодони, можуть нести ту ж саму амінокислоту.